# IC 4697
IC 4697 ist eine Spiralgalaxie vom Hubble-Typ Sab mit aktivem Galaxienkern im Sternbild Herkules am Nordsternhimmel. Sie ist schätzungsweise 227 Millionen Lichtjahre von der Milchstraße entfernt und hat einen Durchmesser von etwa 60.000 Lichtjahren. Vermutlich bildet sie gemeinsam mit PGC 61565 ein gravitativ gebundenes Galaxienpaar.
Im selben Himmelsareal befindet sich u. a. die Galaxie NGC 6581.
Das Objekt wurde am 29. Juli 1903 von Stéphane Javelle entdeckt.